# 昇陽電腦
，又称太阳计算机系统、太阳微系统，是一家已不存在的公司，创建于1982年2月24日，1986年在美国那斯達克上市，後於2009年被甲骨文公司收購，結束長達27年的公司歷史。

## 简介
昇陽公司（SUN）的名字是由斯坦福大學網絡缩写而来。该公司主要产品包括工作站、服务器和UNIX作業系統等。
昇陽在设计制造基于CMT技术的UltraSPARC T1，UltraSPARC T2和Rock微处理器。
昇陽曾在行业中被认为是最具创造性的企业之一，它想尝试新的软件方式和定价模式等等。目前它是极少数几个自己生产微处理器，电脑系统以及作業系統的公司之一。1995年以來，市场成長迅速。目前除设计制造基于处理器的機器設備外，也与英特爾和超威半导体合作生產伺服器。其作業系統也開始採用開放原始碼，称为OpenSolaris项目。

## 历史

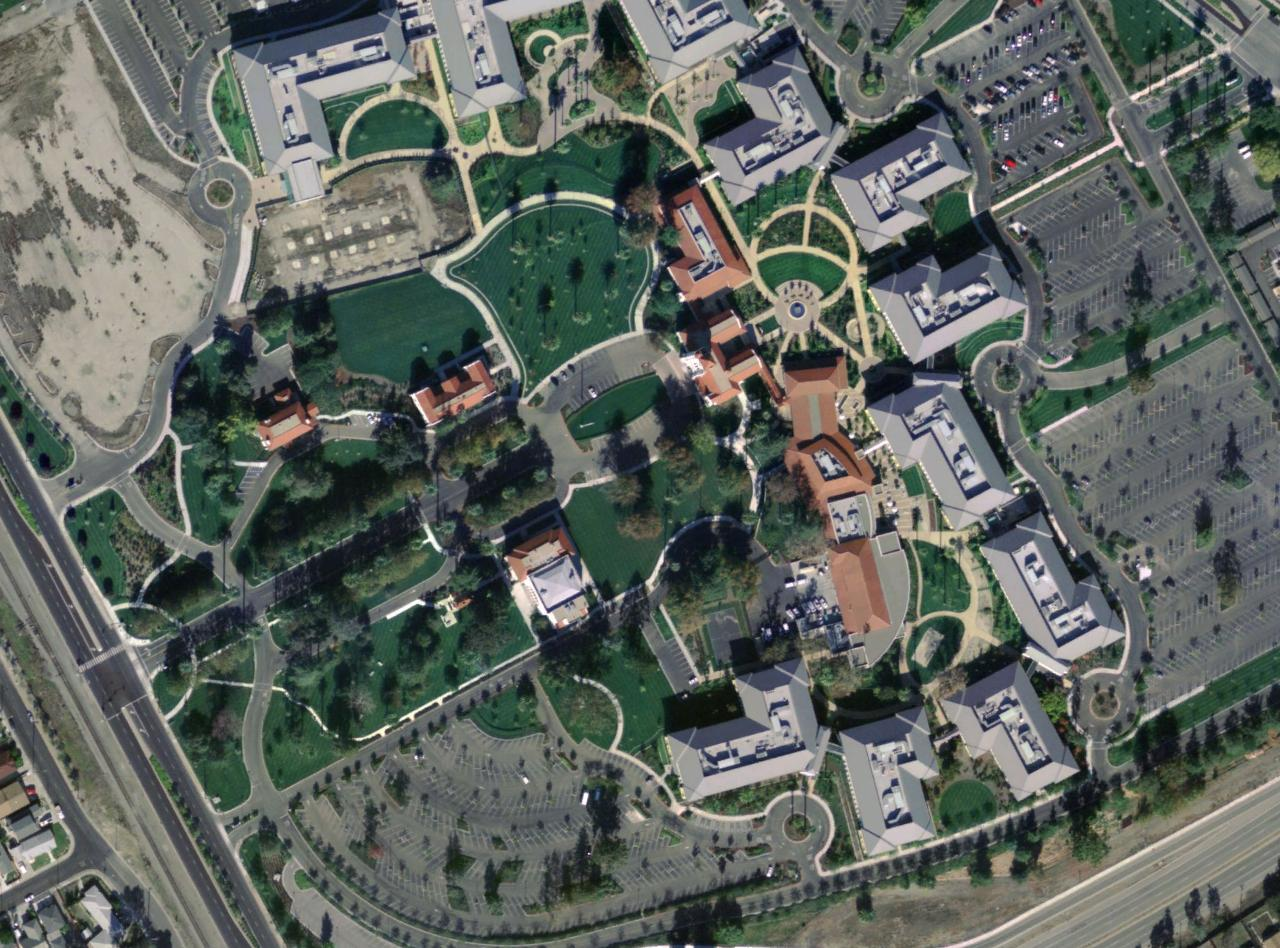
昇陽電腦公司總部園區空照圖

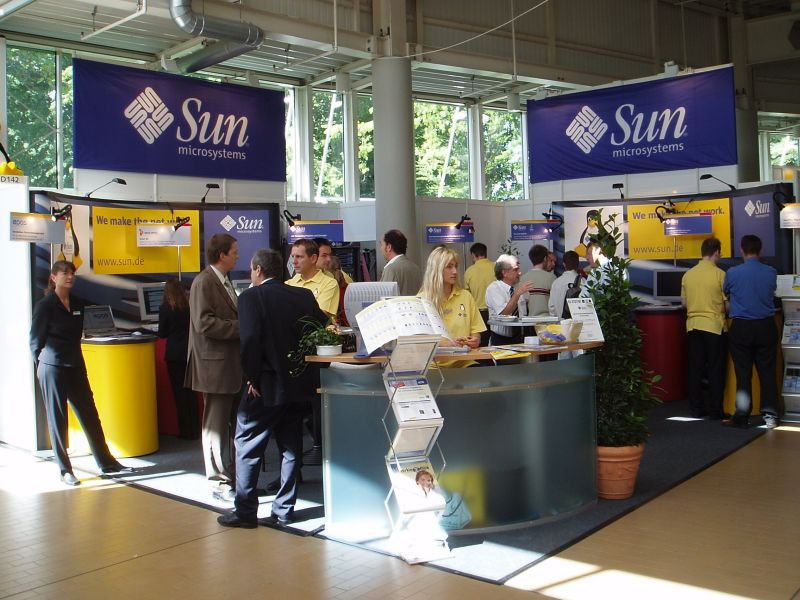
昇陽電腦公司在「LinuxTag 2004」會場內的攤位

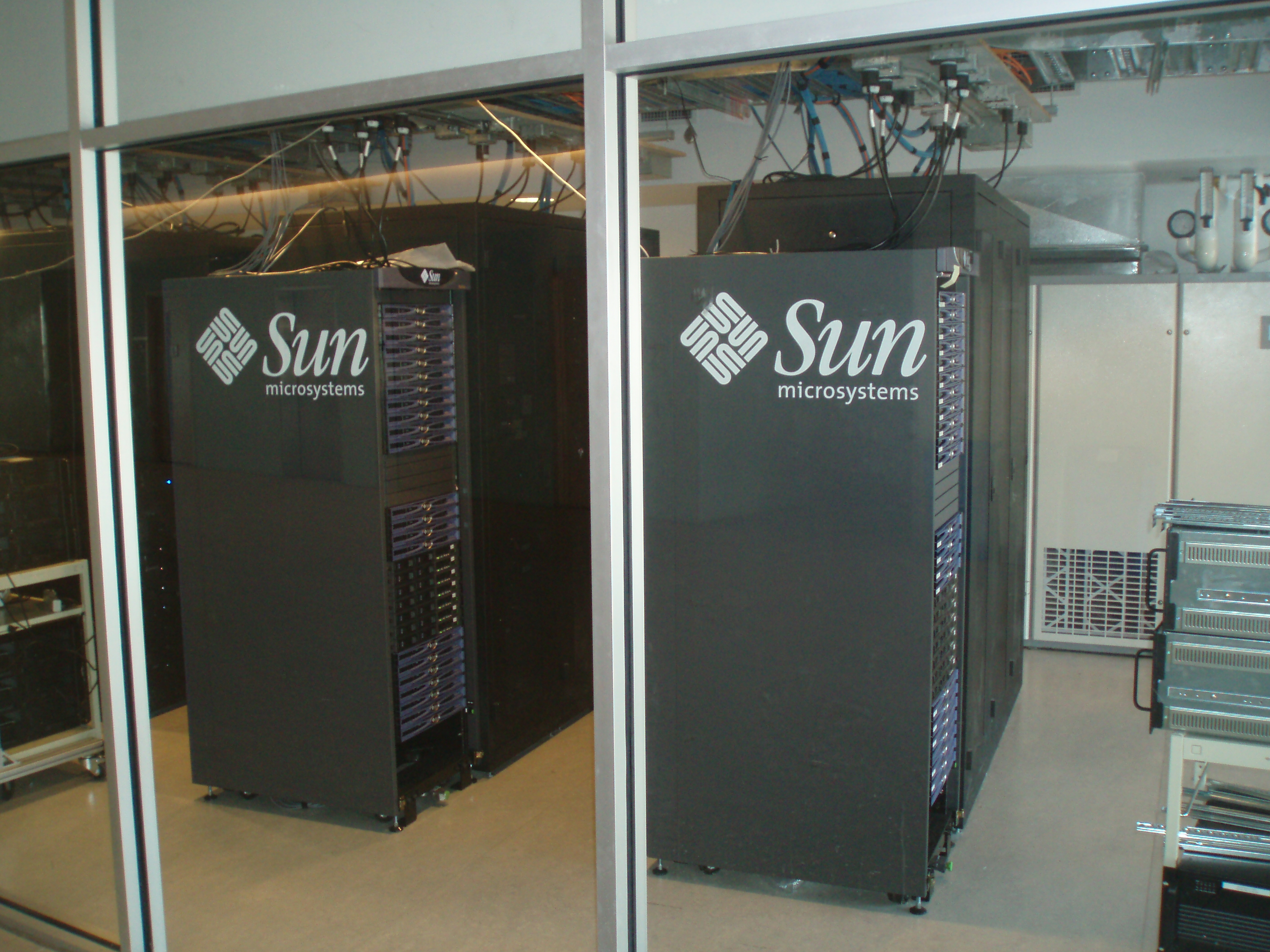
昇陽伺服器機櫃

| 昇陽標誌變遷 | 昇陽標誌變遷                        |
| ------------ | ----------------------------------- |
| 標誌         | 年代                                |
|              | 最初的标识，用在Sun-1工作站的铭牌上 |
|              | 改动後的标识，使用到1990年代        |
|              | 1990年代到被收购前使用的标识        |

1982年2月24日，几位斯坦福大学研究生维诺德·柯斯拉、安迪·贝托尔斯海姆和史考特·麦克里尼创立了太阳计算机系统。不久之后，伯克利软件套件（BSD）的主要开发者，伯克利毕业生比尔·乔伊加入公司，并被视为最初的创始人之一。系統原名「Sun」来源于斯坦福大学网络（Stanford University Network）的缩写。太阳计算机公司从1982年7月的第一季度开始盈利。
1992年，昇陽推出了市场上第一台多处理器工作站，并于次年进入财富500强。主要作業系統為Solaris，具有32位和64位两个版本，并同时支持SPARC系列和系列处理器。可以相容於全系列的工作站與伺服器，并可为用户掩盖底层平台差别，给用户在不同平台上提供一致的使用感受。

1995年昇陽开发了Java技术，这是第一个通用软件平台。在1997年昇陽开始推出其新的64位元服务器家族。同年又开发出。

甲骨文用于其硬件产品上的标志

2009年4月20日，甲骨文公司宣布以每股9.50美元，总计74亿美金收购太阳计算机系统公司。

## 硬件产品

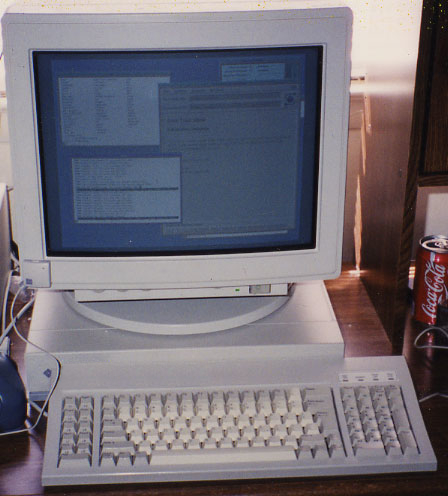
SPARC station 1

## 软件产品

### 操作系统
- Solaris
- OpenSolaris

### Java平台
- Java
- GlassFish（Sun Java System Application Server）

### 办公套件
- StarOffice

### 数据库管理系统
- MySQL
- Java DB

### 其它软件
- NetBeans
- Sun Grid Engine
- Sun Studio
- Sun Identity Manager
- Sun Virtual Box
- HotJava

## 明星员工
比爾·喬伊、埃里克·施密特、伊恩·默多克、John Gilmore、惠特菲爾德·迪菲、Radia Perlman、Marc Tremblay以及Ned Freed。